# Anamorphosée
Anamorphosée è il quarto album studio della cantante francese Mylène Farmer, pubblicato nel 1995 dalla Polydor Records.

## Il disco
Segna il ritorno di Mylène Farmer dopo il successo de L'autre..., uscito nel 1991. A questo era seguito nel 1993 il debutto cinematografico (come attrice protagonista) per Laurent Boutonnat (regista) con il film Giorgino. Allontanata dal suo compagno Boutonnat che le attribuisce l'insuccesso del film, la Farmer si trasferisce negli Stati Uniti dove comincia a lavorare al suo nuovo album. Boutonnat la raggiunge e insieme cominciano ad incidere le nuove tracce.
Il 19 settembre 1995 esce il primo singolo del ritorno, XXL, dal sound rock, in cui la Farmer cambia look abbandonando le vesti macabre e luttuose per far posto ad abiti lascivi e tacchi a spillo. Per i fan ciò rappresenta uno spartiacque: sono chiamati "Pre-Anamorphosée" coloro che l'hanno seguita dal 1984 al 1993 e "Anamorphosée" quelli che sono diventati fan dal 1995.
Il singolo XXL arriva primo nelle classifiche francesi, ma le vendite non sono colossali. E l'album, nonostante l'attesa, arriva alla seconda posizione, preceduto da "D'eux" di Céline Dion. A primo impatto sembra un ritorno andato a male fin quando la casa discografica Polydor decide di fare uscire come secondo singolo L'Instant X che diventa il singolo con maggiori vendite dell'album.
Intanto parte, dopo 7 anni di assenza dalle scene, la sua seconda tournée, il cui successo determina la ripresa delle vendite dell'album Anamorphosée che raggiunge la prima posizione in classifica. Dalla tournée è realizzato un live, Live à Bercy, ad allora il CD live più venduto nella storia della musica francese.

## Tracce
| #  | Titolo                         | Durata | Esibizioni live                                                 | Esibizioni TV                                                                                     | Commento |
| -- | ------------------------------ | ------ | --------------------------------------------------------------- | ------------------------------------------------------------------------------------------------- | --- |
| 1  | "California"                   | 4:59   | * Tour 1996 * Mylènium Tour * Bercy 2006 * Stade de France 2009 | Les Années tube (18 maggio 1996, TF1)                                                             | Informazioni sul singolo "California" |
| 2  | "Vertige"                      | 5:29   | Tour 1996                                                       | No                                                                                                | Probabilmente la canzone più rock dell'album che sarà la canzone apripista della tournée 1996. |
| 3  | "Mylène s'en fout"             | 4:31   | Tour 1996                                                       | No                                                                                                | Traccia che la Farmer dedica al suo pigmalione Laurent Boutonnat dicendo che dopo il flop del suo film quest'ultimo è cambiato totalmente nei riguardi della donna. |
| 4  | "L'Instant X"                  | 4:46   | * Tour 1996 * Stade de France 2009                              | * Le Bêtisier du samedi soir (13 gennaio 1996, France 2) * Top aux Carpentier (9 marzo 1996, TF1) | Informazioni sul singolo "L'Instant X" |
| 5  | "Eaunanisme"                   | 5:08   | No                                                              | No                                                                                                | Dolce ballata dal sound trip il cui titolo è un gioco di parole (Eaunanisme (una traduzione più vicina all'italiano sarebbe Acquanismo) si legge anche Onanisme che in francese vuol dire masturbazione. Molte sono le interpretazioni che si possono avere: un inno all'elemento dell'acqua o semplicemente un testo sulla comunione tra corpo ed acqua (o sperma). |
| 6  | "Et tournoie"                  | 4:28   | Tour 1996                                                       | No                                                                                                | Il tema della canzone è la doppia personalità della cantante, una in quanto artista, l'altra in quanto Mylène Gautier. |
| 7  | "XXL"                          | 4:26   | * Tour 1996 * Bercy 2006 * Tournée 2009 Nevermore 2023/2024     | No                                                                                                | Informazioni sul singolo "XXL" |
| 8  | "Rêver"                        | 5:22   | * Tour 1996 * Mylènium Tour * Bercy 2006 * Tournée 2009         | * Les Enfants de la guerre (27 novembre 1996 TF1) * NRJ Music Awards (10 gennaio 2003, TF1)       | Informazioni sul singolo "Rêver" |
| 9  | "Alice"                        | 5:21   | Tour 1996                                                       | No                                                                                                | Traccia emblematica dal testo misero ma dagli arrangiamenti ricercati. Un remix della traccia è presente nel singolo de L'Instant X. |
| 10 | "Comme j'ai mal"               | 3:53   | Tour 1996 Timeless 2013                                         | * Tip Top (24 ottobre 1996 TF1)                                                                   | Informazioni sul singolo "Comme j'ai mal" |
| 11 | "Tomber 7 fois..."             | 4:50   | Tour 1996                                                       | No                                                                                                | In questa traccia dalle sonorità punk-rock partecipa il coro della scuola francese di Los Angeles. Un frammento della canzone sarà anche utilizzata in America per una nota marca di HiFi. |
| 12 | "Laisse le vent emporter tout" | 4:00   | * Tour 1996 * Stade de France 2009                              | No                                                                                                | Traccia acustica che chiude l'album il cui testo fa riferimento alla poesia di Paul Verlaine Chanson d'automne. La Farmer dedicherà questa canzone nella tournée del 1996 a suo fratello all'epoca da poco deceduto. |

## Singoli
- XXL
- L'Instant X
- California
- Comme j'ai mal
- Rêver

## Certificazioni e vendite
| Paese   | Certificazione | Data | Vendite certificate | Vendite fisiche |
| ------- | -------------- | ---- | ------------------- | --------------- |
| Francia | Diamante       | 1996 | 600 000             | 1,300 000       |

## Charts
| Classifica (1995-1997)          | Posizione più alta |
| ------------------------------- | ------------------ |
| Belgian (Wallonia) Albums Chart | 2                  |
| French SNEP Albums Chart        | 1                  |
| Swiss Albums Chart              | 25                 |

| Classifica fine anno (1995)     | Position |
| ------------------------------- | -------- |
| Belgian (Wallonia) Albums Chart | 35       |
| Classifica fine anno (1997)     | Position |
| Belgian (Wallonia) Albums Chart | 80       |